# Tourcoing Lille Métropole Volley-Ball 2021-2022
Questa voce raccoglie le informazioni riguardanti il Tourcoing Lille Métropole Volley-Ball nelle competizioni ufficiali della stagione 2021-2022.

## Organigramma societario
Area direttiva
- Presidente: Pascal Lahousse

Area tecnica
- Allenatore: Mauricio Paes
- Allenatore in seconda: David Sousa, Guillaume Recurt

Area sanitaria
- Preparatore atletico: Gaël Quérin

## Rosa
| N° | Nome                | Ruolo | Data di nascita   | Nazionalità sportiva |
| -- | ------------------- | ----- | ----------------- | -------------------- |
| 1  | Julien Lemay        | L     | 17 maggio 1982    | Francia              |
| 2  | Thibault Loubeyre   | L     | 16 aprile 2001    | Francia              |
| 4  | Alix Chamala        | S     | 1º agosto 2000    | Francia              |
| 7  | Felipi Rammé        | S     | 23 maggio 1997    | Brasile              |
| 8  | Eliot Coulet        | P     | 25 maggio 2002    | Francia              |
| 9  | Agustín Loser       | C     | 12 ottobre 1997   | Argentina            |
| 10 | Julien Winkelmuller | O     | 31 luglio 1994    | Francia              |
| 11 | Simon Roehrig       | C     | 19 novembre 2000  | Francia              |
| 12 | Julio Cárdenas      | S     | 4 settembre 2000  | Cuba                 |
| 13 | Gabriel Vaccari     | S     | 25 dicembre 1996  | Brasile              |
| 14 | Daryl Bultor        | C     | 17 novembre 1995  | Francia              |
| 15 | Matías Sánchez      | P     | 20 settembre 1996 | Argentina            |
| 17 | Gabriel Bertolini   | O     | 20 agosto 1997    | Brasile              |
| 18 | Grégory Gempin      | S     | 30 gennaio 2001   | Francia              |
| 20 | Théo Bray           | P     | 15 maggio 2001    | Francia              |